# 荒木信義
荒木 信義（あらき のぶよし、1932年 - ）は、日本の経済学者。

## 経歴
東京都出身、東京大学経済学部卒。大蔵省入省、大臣官房調査課、1967年中央大学経済学部助教授、1971年日本長期信用銀行に入り、主任研究員。1984-1992年大分大学経済学部教授。1998年鈴鹿国際大学教授。

## 著書
- 『IMFの知識』日本経済新聞社 日経文庫 1964
- 『現代国際金融論』財経詳報社 1967
- 『現代日本貿易論』東洋経済新報社 1969
- 『国際貿易と通貨』日本関税協会 ベストブックス 1971
- 『金の経済学 国際通貨問題の原点』毎日新聞社 エコノミスト・シリーズ 1972
- 『拡大EC 世界経済の新しい潮流』日本関税協会 1973
- 『オイルダラー その脅威と実態』日本経済新聞社 日経新書 1975
- 『変動制下の為替相場』外国為替貿易研究会 外為新書 1977
- 『円の知識』日本経済新聞社 日経文庫 1978
- 『図説世界経済統計』教育社入門新書 時事問題解説 1978
- 『円の歴史』教育社歴史新書 日本史 1979
- 『石油と円と日本経済 悪夢は繰り返すか』日本経済新聞社 1979
- 『変動相場制と円』教育社入門新書 時事問題解説 1979
- 『変貌する国際通貨制度』教育社入門新書 時事問題解説 1979
- 『円・ドル・金 石油と日本経済』教育社 1980
- 『円・ドル・石油』外国為替貿易研究会 外為新書 1981
- 『金資産運用の時代』毎日新聞社 1981
- 『オイルマネー 偏在するドルのゆくえ』日本経済新聞社 日経新書 1982
- 『失速する日本経済 緊急解説』日本経済新聞社 1982
- 『新しいユーロ市場の話』外国為替貿易研究会 外為新書 1983
- 『円高「もうひとつ先」が読める』講談社 1986
- 『円・ドル・金 歴史と展望』日本関税協会 1986
- 『世界金融革命 日本を揺るがすインパクト』時事通信社 1987
- 『円-1億人の国際金融』日本関税協会 1989
- 『円でたどる経済史』丸善ライブラリー 1991
- 『国際通貨の話 G5通貨の歴史と現実』外国為替貿易研究会 外為新書 1991
- 『金の文化誌』丸善ライブラリー 1994
- 『ユーロ・ドル・円 通貨から読み解く文化と経済』丸善 2001

### 共編著
- 『EEC 変貌するヨーロッパ』編著 論争社 ぺりかん・しんしょ 1962 増補版 ぺりかん社 1965
- 『日本の貿易と国際収支』渡部福太郎共著 東洋経済新報社 1967
- 『金・ドル・ポンド』村野孝共著 至誠堂 1968
- 『円切上げと日本経済』石丸義富,大宮偀一共著 毎日新聞社 エコノミスト・シリーズ 1971
- 『基礎経済学大系 12 国際金融論』金森久雄共編 青林書院新社 1976
- 『国際通貨入門』竹内一郎共著 日本関税協会 1976
- 『世界の通貨』滝沢健三共著 日本関税協会 1979
- 『円高・円安 日本経済への影響』島野卓爾共編 有斐閣選書 1980
- 『円新時代 日本経済の将来を展望する』島野卓爾共編 有斐閣選書 1987

### 翻訳
- チャールズ・A.クームズ『国際通貨外交の内幕』日本経済新聞社 1977

## 論文
- <荒木信義